# 斯塔茨卡納爾

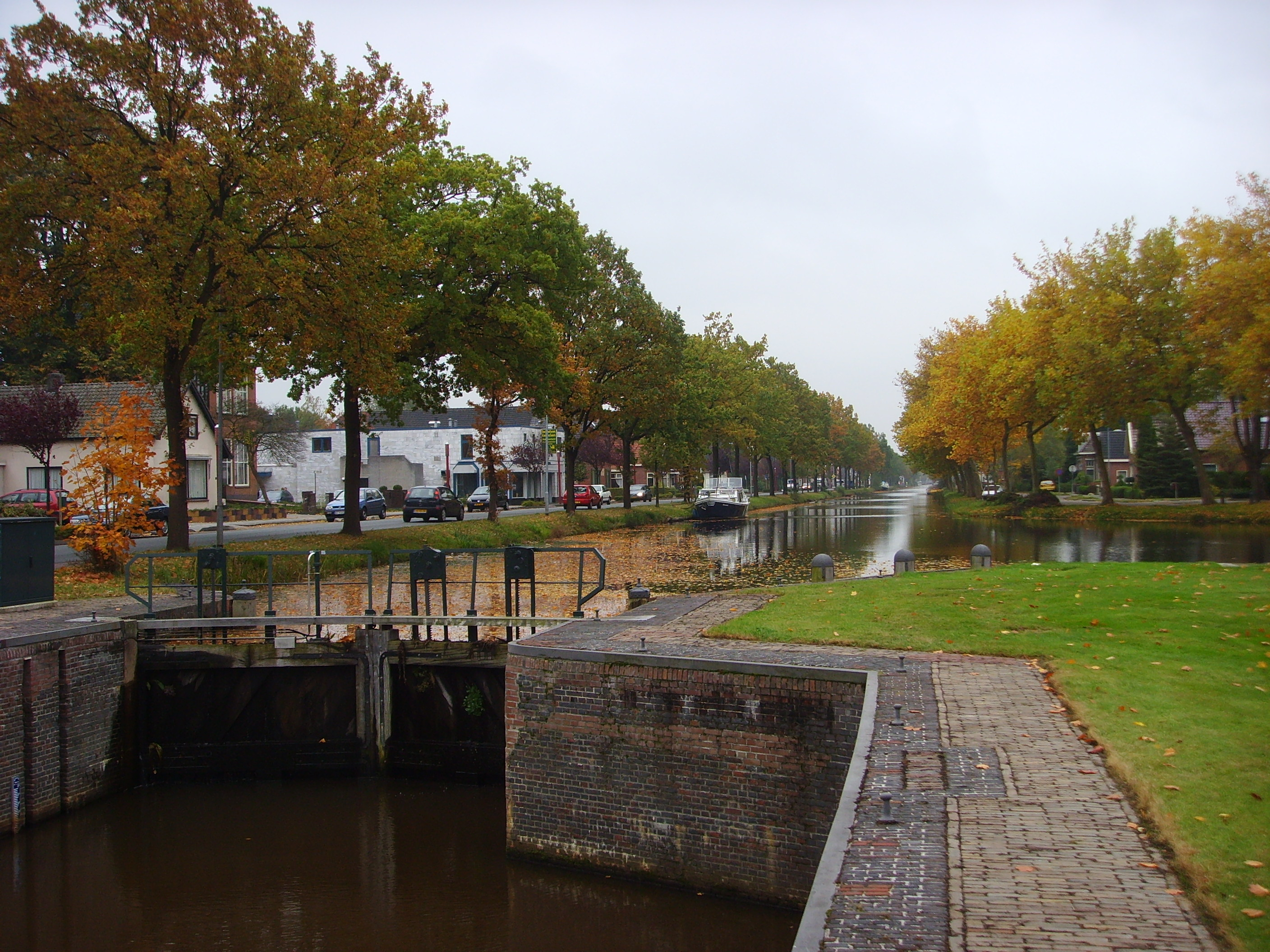

斯塔茨卡納爾（荷蘭語：Stadskanaal，意为“城市运河”）是荷蘭的市镇，位於該國東北部，由格羅寧根省負責管轄，面積119.96平方公里，2007年人口34,177，該地區以泥炭開採聞名，人口密度為每平方公里290人。

## 外部連結
- Official Website （页面存档备份，存于）

52°59′11″N 6°57′32″E / 52.98639°N 6.95889°E